# Claude-Ange-Joseph Calabrese
Pour les articles homonymes, voir Calabrese.
Claude Ange Joseph Calabrese (Italien: Claudio Angelo Giuseppe Calabrese)  (né en 1867 à Fourneaux (Savoie) - Aoste, le 7 mai 1932)  est un ecclésiastique italien qui est évêque d'Aoste de 1920 à 1932.

## Notice biographique
Claudio Angelo Giuseppe naît en France à Fourneaux dans le département de la Savoie et le diocèse de Saint-Jean-de-Maurienne le 18 février 1867 de Vincenzo dit « Vincent », pharmacien âgé de 28 ans, et de Charlotte Genoulaz âgée de 21 ans.

## Carrière
Il est ordonné prêtre le 21 septembre 1889 et devient chanoine théologal de la cathédrale de Suse dans le Piémont. Il est nommé évêque d'Aoste le 7 mai 1920 par le Pape Benoit XV et consacré le 11 juillet par Giuseppe Castelli, évêque de Suse assisté de Mons. Albino, Pella évêque de Casale Monferrato et de Mons Costanzo Castrale (de) évêque titulaire de Gaza (de). Il fait son entrée dans son diocèse le 17 octobre 1920. Il meurt à Aoste le 7 mai 1932.